# Branco Ampuero
Erwin Branco Ampuero Vera (Carelmapu, Chile, 19 de julio de 1993) es un futbolista profesional chileno que se desempeña como defensa central y actualmente milita en Universidad Católica de la Primera División de Chile.

## Trayectoria

### Deportes Puerto Montt
Debutó en 2010 en Deportes Puerto Montt destacado juego aéreo lo llevó a jugar gran parte de los partidos con los Albiverdes.

### Deportes Antofagasta (2014-2017; 2019-2020)
Su gran proyección y desempeño en Puerto Montt lo llevó a dar un salto para mediados de 2014, Branco es fichado por Deportes Antofagasta, donde mantendría su regularidad y mejoraría su juego lo que lo llevaría a ser uno de los puntos fuertes de su escuadra.

### Universidad Católica (2018; 2021-presente)
El 21 de junio de 2017 Universidad Católica hace oficial la incorporación del defensa a la escuadra cruzada. Tras el retorno de los torneos largos, con el club celebró el título de Primera División 2018. Tras los pocos minutos con la franja Ampuero partió a préstamo a Deportes Antofagasta por las temporadas 2019 y 2020. Tras su retornó al club en 2021, Ampuero se coronó campeón de la Supercopa 2020, Supercopa 2021 y Primera División 2021.

## Selección nacional

### Selección absoluta
Fue convocado por el entrenador de la selección chilena, Juan Antonio Pizzi, para el torneo amistoso China Cup 2017, a disputarse durante mes de enero. No estuvo presente en el partido de semifinales que enfrentó a Chile contra Croacia, el 11 de enero, el cual terminaría empatado 1 a 1, llevándose el triunfo La Roja al vencer 4-1 en los lanzamientos penales. Cuatro días más tarde, jugó en la final del certamen, ingresando al campo de juego en el 91' en reemplazo de Leonardo Valencia, con la camiseta número 4 en su espalda, en el duelo que enfrentó a Chile contra Islandia, encuentro que su selección terminaría ganando 1-0 con gol de Ángelo Sagal, coronándose así campeón de la China Cup 2017.
Su último partido por la Selección de Fútbol de Chile se produjo el 15 de enero de 2017 en frente con la Selección de Fútbol de Islandia en donde ganaron 1-0 en la China Cup 2017 donde fueron campeones del torneo amistoso jugado en el Guangxi Sports Center.

#### Participaciones en la China Cup
| Copa           | Sede  | Resultado | Partidos | Goles |
| -------------- | ----- | --------- | -------- | ----- |
| China Cup 2017 | China | Campeón   | 1        | 0     |

### Partidos internacionales
Actualizado hasta el 8 de febrero de 2025.
| Partidos internacionales | Partidos internacionales | Partidos internacionales              | Partidos internacionales | Partidos internacionales | Partidos internacionales | Partidos internacionales | Partidos internacionales | Partidos internacionales | Partidos internacionales |
| N.º                      | Fecha                    | Estadio                               | Local                    | Resultado                | Visitante                | Goles                    | Asistencias              | DT                       | Competición              |
| ------------------------ | ------------------------ | ------------------------------------- | ------------------------ | ------------------------ | ------------------------ | ------------------------ | ------------------------ | ------------------------ | ------------------------ |
| 1                        | 15 de enero de 2017      | Guangxi Sports Center, Nanning, China | Islandia                 | 0-1                      | Chile                    |                          |                          | Juan Antonio Pizzi       | China Cup 2017           |
| 2                        | 8 de febrero de 2025     | Estadio Nacional, Santiago, Chile     | Chile                    | 6-1                      | Panamá                   |                          |                          | Ricardo Gareca           | Amistoso                 |
| Total                    | Total                    | Total                                 | Presencias               | 2                        | Goles                    | 0                        | 0                        |                          |                          |

| Selección chilena | Selección chilena | Selección chilena |
| Año               | Partidos          | Goles             |
| ----------------- | ----------------- | ----------------- |
| 2017              | 1                 | 0                 |
| 2025              | 1                 | 0                 |
| Total             | 2                 | 0                 |

## Estadísticas

### Clubes
| Club                         |               | Temporada     | Liga  | Liga  | Copas nacionales | Copas nacionales | Torneos internacionales | Torneos internacionales | Total | Total |
| Club                         | Part.         | Temporada     | Goles | Part. | Goles            | Part.            | Goles                   | Part.                   | Goles |       |
| ---------------------------- | ------------- | ------------- | ----- | ----- | ---------------- | ---------------- | ----------------------- | ----------------------- | ----- | ----- |
| Puerto Montt · Chile         | 2.ª           | 2010          | 4     | 1     | —                | —                | —                       | —                       | 4     | 1     |
| Puerto Montt · Chile         | 2.ª           | 2011          | 11    | 0     | 3                | 1                | —                       | —                       | 14    | 1     |
| Puerto Montt · Chile         | 2.ª           | 2012          | 24    | 0     | 3                | 0                | —                       | —                       | 27    | 0     |
| Puerto Montt · Chile         | 3.ª           | 2013          | 20    | 3     | —                | —                | —                       | —                       | 20    | 3     |
| Puerto Montt · Chile         | 3.ª           | 2013-14       | 20    | 2     | —                | —                | —                       | —                       | 20    | 2     |
| Puerto Montt · Chile         | Total club    | Total club    | 79    | 6     | 6                | 1                | 0                       | 0                       | 85    | 7     |
| Antofagasta · Chile          | 1.ª           | 2014-15       | 21    | 0     | 6                | 0                | —                       | —                       | 27    | 0     |
| Antofagasta · Chile          | 1.ª           | 2015-16       | 26    | 0     | 6                | 1                | —                       | —                       | 32    | 1     |
| Antofagasta · Chile          | 1.ª           | 2016-17       | 25    | 2     | —                | —                | —                       | —                       | 25    | 2     |
| Universidad Católica · Chile | 1.ª           | 2017          | 11    | 0     | 1                | 0                | —                       | —                       | 12    | 0     |
| Universidad Católica · Chile | 1.ª           | 2018          | 16    | 0     | 2                | 0                | —                       | —                       | 18    | 0     |
| Antofagasta · Chile          | 1.ª           | 2019          | 16    | 0     | 2                | 0                | —                       | —                       | 18    | 0     |
| Antofagasta · Chile          | 1.ª           | 2020          | 27    | 1     | —                | —                | —                       | —                       | 27    | 1     |
| Antofagasta · Chile          | Total club    | Total club    | 115   | 3     | 14               | 1                | 0                       | 0                       | 129   | 4     |
| Universidad Católica · Chile | 1.ª           | 2020          | —     | —     | 1                | 0                | —                       | —                       | 1     | 0     |
| Universidad Católica · Chile | 1.ª           | 2021          | 8     | 0     | 1                | 0                | 3                       | 0                       | 12    | 0     |
| Universidad Católica · Chile | 1.ª           | 2022          | 21    | 0     | 7                | 1                | 4                       | 0                       | 32    | 1     |
| Universidad Católica · Chile | 1.ª           | 2023          | 23    | 0     | 5                | 0                | 1                       | 0                       | 29    | 0     |
| Universidad Católica · Chile | 1.ª           | 2024          | 27    | 3     | 3                | 0                | 1                       | 0                       | 31    | 3     |
| Universidad Católica · Chile | 1.ª           | 2025          | 13    | 0     | 5                | 0                | 1                       | 0                       | 8     | 0     |
| Universidad Católica · Chile | Total club    | Total club    | 119   | 3     | 25               | 1                | 10                      | 0                       | 154   | 4     |
| Total carrera                | Total carrera | Total carrera | 313   | 12    | 45               | 3                | 10                      | 0                       | 368   | 15    |
| 1. 2. 3.                     |               |               |       |       |                  |                  |                         |                         |       |       |

### Resumen estadístico
| Competición               | Partidos | Goles |
| ------------------------- | -------- | ----- |
| Primera División de Chile | 234      | 6     |
| Primera B de Chile        | 39       | 1     |
| Segunda División de Chile | 40       | 5     |
| Copa Chile                | 42       | 3     |
| Supercopa de Chile        | 3        | 0     |
| Copa Sudamericana         | 5        | 0     |
| Copa Libertadores         | 5        | 0     |
| Total                     | 368      | 15    |

## Palmarés

### Títulos nacionales
| Título             | Equipo                | País  | Año  |
| ------------------ | --------------------- | ----- | ---- |
| Segunda División   | Deportes Puerto Montt | Chile | 2014 |
| Primera División   | Universidad Católica  | Chile | 2018 |
| Supercopa de Chile | Universidad Católica  | Chile | 2020 |
| Supercopa de Chile | Universidad Católica  | Chile | 2021 |
| Primera División   | Universidad Católica  | Chile | 2021 |